# Schizostachyum curranii
Schizostachyum curranii là một loài thực vật có hoa trong họ Hòa thảo. Loài này được Gamble miêu tả khoa học đầu tiên năm 1910.